# Zatavua tamatave
Zatavua tamatave là một loài nhện trong họ Pholcidae. Loài này được phát hiện ở Madagascar.